# Nelson Rockefeller
Nelson Aldrich Rockefeller (Bar Harbor (Maine), 8 juli 1908 - New York, 26 januari 1979) was een Amerikaans politicus van de Republikeinse Partij. Van 1959 tot 1973 was hij gouverneur van de staat New York en hij was de 41e vicepresident van de Verenigde Staten (1974-1977).

## Jeugd
Nelson Rockefeller werd geboren in het kleine plaatsje Bar Harbor in de staat Maine. Hij is de zoon van John D. Rockefeller jr. en een kleinzoon van de vermaarde olietycoon John D. Rockefeller. In 1930 studeerde hij af aan Dartmouth College in New Hampshire.

## Leven
Rockefeller deed drie pogingen om president van de VS te worden (1960, 1964, 1968). Bij de eerste en laatste poging werd hij in de Republikeinse primaries verslagen door Richard Nixon. In 1964 moest hij toezien hoe de libertarische Barry Goldwater er nipt met de Republikeinse nominatie vandoor ging.
Rockefeller werd in 1974 wel benoemd tot vicepresident, toen Gerald Ford het presidentschap van Richard Nixon overnam, na het Watergate-schandaal.
Hij trouwde op 23 juni 1930 met Mary Todhunter Clark en ze kregen drie zonen (Rodman, Steven en Michael) en twee dochters (Ann en Mary).

## Dood
Op 26 januari 1979 stierf Rockefeller op 70-jarige leeftijd aan de gevolgen van een hartaanval. Binnen twee dagen werd zijn lichaam al gecremeerd en zijn as uitgestrooid.
Verdwijning zoon
Zijn jongste zoon Michael Rockefeller verdween in november 1961 spoorloos tijdens een expeditie in het toenmalige Nederlands-Nieuw-Guinea (nu de Indonesische provincie Papoea) en is nooit teruggevonden. Nelson Rockefeller nam deel aan de zoekactie aan boord van zijn privé-vliegtuig.
- Bibsys: 90286328
- Biblioteca Nacional de España: XX1232718
- Bibliothèque nationale de France: cb12328561w (data)
- CiNii: DA06615245
- Gemeinsame Normdatei: 11879082X
- International Standard Name Identifier: 0000 0001 0868 9138
- Library of Congress Control Number: n50049079
- Nationale Bibliotheek van Letland: 000198307
- National Archives and Records Administration: 10581857
- Nationale Bibliotheek van Tsjechië: jx20101027018
- Nationale bibliotheek van Australië: 35458007
- Nationale Bibliotheek van Israël: 987007312918405171
- Nationale Bibliotheek van Polen: a0000002005442
- Nederlandse Thesaurus van Auteursnamen: 068804237
- Réseau des bibliothèques de Suisse occidentale: 02-A003753478
- SNAC: w6998xfr
- Système universitaire de documentation: 03221071X
- Museum of New Zealand Te Papa Tongarewa: 39534
- Trove: 959831
- Union List of Artist Names: 500241390
- Biographical Directory of the United States Congress: R000363
- Virtual International Authority File: 9919239
- WorldCat: E39PBJq749gb3GkH79k9DG4yVC

Adams ·
Jefferson ·
Burr ·
Clinton ·
Gerry ·
Tompkins ·
Calhoun ·
Van Buren ·
R.M. Johnson ·
Tyler ·
Dallas ·
Fillmore ·
King ·
Breckinridge ·
Hamlin ·
A. Johnson ·
Colfax ·
Wilson ·
Wheeler ·
Arthur ·
Hendricks ·
Morton ·
Stevenson ·
Hobart ·
Roosevelt ·
Fairbanks ·
Sherman ·
Marshall ·
Coolidge ·
Dawes ·
Curtis ·
Garner ·
Wallace ·
Truman ·
Barkley ·
Nixon ·
L.B. Johnson ·
Humphrey ·
Agnew ·
Ford ·
Rockefeller ·
Mondale ·
Bush ·
Quayle ·
Gore ·
Cheney ·
Biden ·
Pence ·
Harris ·
Vance